# Військова адміністрація у Бельгії та Північній Франції
Військова адміністрація у Бельгії та Північній Франції (нім. Militärverwaltung in Belgien und Nordfrankreich) — тимчасова окупаційна влада, створена нацистською Німеччиною під час Другої світової війни. Охоплювала нинішню Бельгію та французькі департаменти Нор і Па-де-Кале. Адміністрація також відповідала за управління «забороненою зоною» (фр. zone interdite) — вузькою смугою території уздовж французьких північних і східних кордонів.
Проіснувала до липня 1944 року. СС проштовхувала плани передачі Бельгії з-під військової адміністрації до цивільної, і Гітлер до осені 1942 року був готовий це зробити, але потім відклав ці плани, і те, що мало бути тимчасовим, у кінцевому підсумку залишилося постійним до кінця німецької окупації. На райхскомісара цивільної адміністрації СС пропонувала або Йозефа Тербофена, або Ернста Кальтенбруннера.

## Райхскомісаріат
18 липня 1944 року військову адміністрацію замінили цивільною на чолі з гауляйтером Йозефом Грое, який і був призначений райхскомісаром Райхскомісаріату Бельгії та Північної Франції (нім. Reichskommissariat Belgien und Nordfrankreich)

## Рольколабораціоністськихгруп
Нацистській адміністрації допомагали фламандські, валлонські та французькі колабораціоністи фашистського штибу. На двонаціональній бельгійській території, у переважно франкомовній області Валлонія допомогу нацистам надавали колаборанти-рексисти, а в населеній фламандцями Фландрії нацистів підтримував Фламандський національний союз. У Північній Франції фламандські сепаратистські тенденції роздмухувало пронацистське об'єднання Vlaamsch Verbond van Frankrijk на чолі зі священником Жаном-Марі Гантуа.
Приєднання департаментів Нор і Па-де-Кале до військової адміністрації у Брюсселі спочатку було зроблено з військових міркувань і нібито виконувалося в рамках підготовки до запланованого вторгнення в Британію. Зрештою, в основі цього приєднання лежав намір Гітлера пересунути кордон Райху на захід. Його також використовували для підтримання тиску на режим Віші, який протестував проти урізання його влади на де-юре національній французькій території, забезпечуючи в такий спосіб його належну поведінку.